# Pórtico Absidado
Pórtico Absidado (em latim: Porticus absidata) era um pórtico da Roma Antiga atestado pelos catálogos regionais da época de Constantino. Sua identificação é incerta, mas a estrutura é geralmente identificada como sendo a grande êxedra em ferradura ao lado do muro perimetral do Fórum de Nerva que servia de entrada monumental para o quarteirão da Suburra.
O complexo era composto por dois pisos de arcadas sobre pilares de blocos de peperino revestidos de mármore e decorados por lesenas de ordem coríntia. O muro de fundo estava apoiado no exterior da êxedra do Fórum de Augusto e ali havia entradas para o Fórum da Paz e para o ambiente quadrangular ao lado do Templo de Minerva, no Fórum de Nerva.

## Planimetria
| Planimetria dos fóruns imperiais de Roma |
| --- |
| Pórtico Curvo Pórtico Purpúreo Secretaria do Senado Plano de Mármore Templo da Via Sacra Biblioteca Vico Cúprio Arco de Trajano Arco de Druso Arco de Gêrmanico Pórtico Absidado Quadriga Estátua equestre Fórum de Trajano Mercado de Trajano Biblioteca Úlpia Coluna de Trajano Basílica Úlpia Basílica Argentária Templo de Marte Vingador Templo de Minerva Templo da Paz Fórum de César Templo da Vênus Genetrix Átrio da Liberdade Estátua equestre Fórum Romano Cúria Júlia Basílica Emília Subura Fórum de Nerva Fórum de Augusto Fórum da Paz |